# Station Abbekerk-Lambertschaag

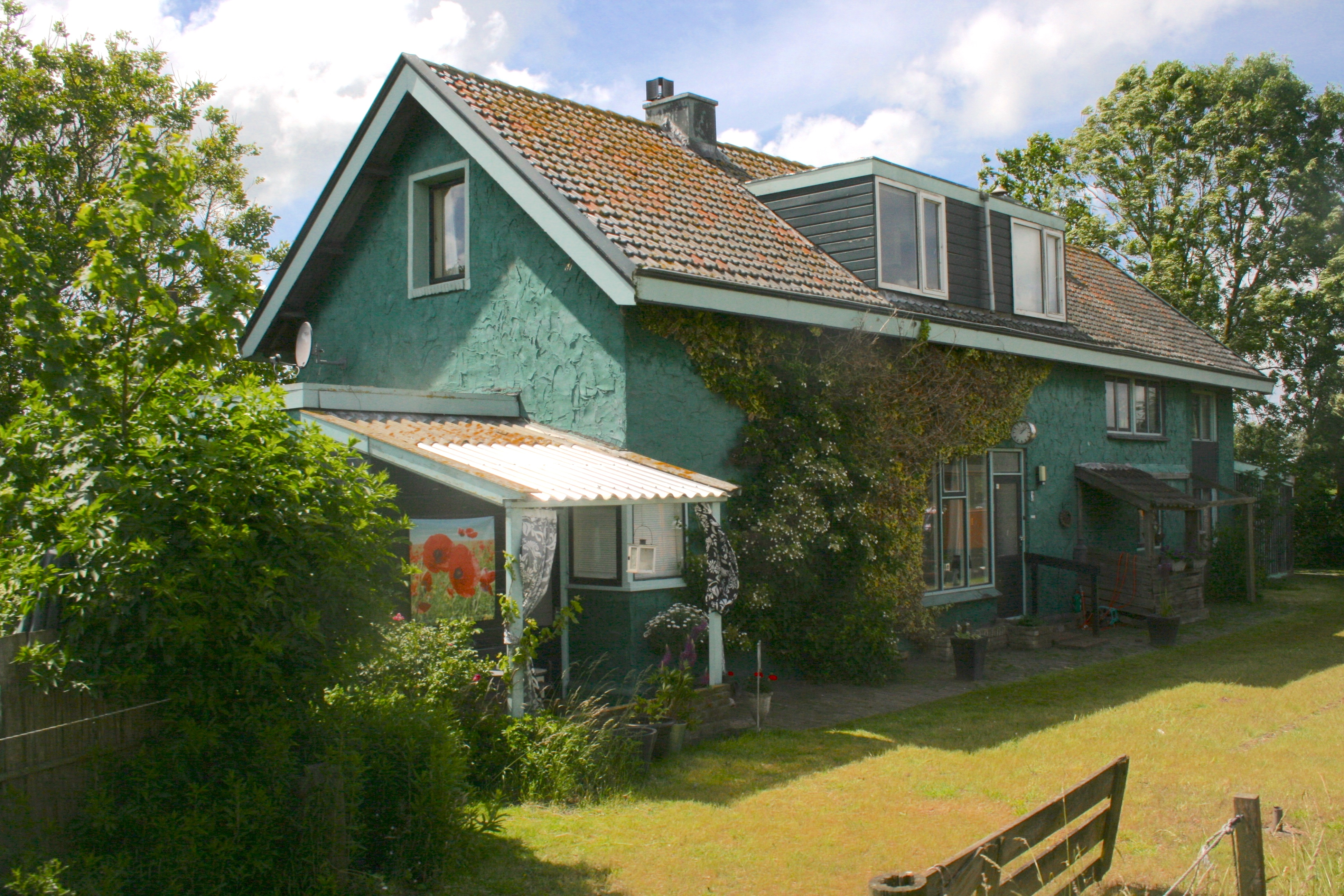
Station Abbekerk-Lambertschaag (perronzijde); 2012.

Station Abbekerk-Lambertschaag (afkorting Alb) is het spoorwegstation in het Westfriese Abbekerk. Het station is van het standaardtype van de HN, dateert uit 1887 en is gelegen aan de in datzelfde jaar geopende spoorlijn Hoorn – Medemblik van de voormalige Locaalspoorwegmaatschappij Hollands Noorderkwartier.
Het station werd geopend op 3 november 1887 en gesloten voor reizigersvervoer op 1 januari 1936. Van 29 mei 1940 tot 5 januari 1941 was het weer geopend voor reizigersvervoer. Het station bleef geopend voor goederenvervoer tot 1965. De eerste rit van de Museumstoomtram Hoorn - Medemblik vond plaats op 23 mei 1968. Sinds 1969 is er een regelmatige stoomtramdienst, die hier geen stopplaats heeft.
Het gebouw was in gebruik als particuliere woning en is daarbij voorzien van een groene plamuurlaag. Het voormalige station bevindt zich aan de Stationsbuurt 1-3. 
De gemeenteraad van Medemblik heeft op 10 september 2007 besloten om het stationsgebouw aan te kopen.
In januari 2020 is dit station door de gemeente verkocht aan de museumstoomtram. Er wordt naar gestreefd een provinciale monumentenstatus te verwerven. Het gebouw zal worden gerenoveerd en bewoonbaar gemaakt. Het is van de nu vier identieke stations, die de musemstoomtram bezit verreweg het meest vergaand verbouwde exemplaar. Op langere termijn zal het worden teruggerestaureerd in de oorspronkelijke vorm.